# Миндзян (басейна на Източнокитайско море)
Миндзян (на китайски: 闽江; на пинин: Mǐnjiāng) е река в Югоизточен Китай, в провинция Фудзиен, вливаща се в Източнокитайско море. С дължина 180 km (с дясната съставяща я река Дзянси 577 km) и площ на водосборния басейн 60 922 km² река Миндзян се образува в центъра на град Нанпин на 59 m н.в. от сливането на двете съставящи я реки Янхъ (лява съставяща) и Дзянси (дясна съставяща), водещи началото си от планината Уишан. По цялото си протежение тече в югоизточна посока през планински райони (югоизточните разклонения на планината Уишан). Влива се в Източнокитайско море в района на град Фуджоу (административен център на провинция Фудзиен). По време на летните мусони има ясно изразено пълноводие, а през зимата оттокът ѝ значително намалява. Средният годишен отток в долното ѝ течение е 1980 m³/s, максималният – до 30 000 m³/s. Водите ѝ подхранват гъста мрежа от напоителни канали. За регулиране на оттока ѝ по някои от реките във водосборния ѝ басейн са изградени язовири. В долното си течение е плавателна за плитко газещи речни съдове. При сливането на двете съставящи реки е разположен град Нанпин, а в устието на Миндзян – голямото морско пристанище Фуджоу.